# José Ramón García Antón
José Ramón García Antón (San Vicente del Raspeig, provincia de Alicante, España, 20 de marzo de 1948 - San Vicente del Raspeig, 11 de agosto de 2009) fue un ingeniero y político español. Era miembro del Partido Popular de la Comunidad Valenciana. En el momento de su fallecimiento ocupaba el cargo de consejero de Medio Ambiente, Agua, Urbanismo y Vivienda de la Generalidad Valenciana.

## Biografía
Era Ingeniero de Caminos Canales y Puertos por la Universidad Politécnica de Madrid (1966-71) y realizó diversos cursos de postgrado y especialización en Urbanismo, Servicios Urbanos y Ordenación del Territorio. Actuó como ingeniero jefe del ayuntamiento de Benidorm (1972-93) a la vez que ejercía de profesor de la Universidad Politécnica de Valencia, área de ingeniería hidráulica (1972-95). Desde 1978-95 fue ingeniero director del consorcio de aguas de la marina Baja para abastecimiento y saneamiento. En 1984-95 fue presidente del colegio de ingenieros de caminos, canales y puertos de Alicante. Como gerente de Proaguas-Costablanca, S.A, empresa pública de la Diputación Provincial de Alicante estuvo desde 1993 a 1995. Como datos de interés, publicó diversos estudios sobre desequilibrios de los recursos hidráulicos de la Comunidad Valenciana y sobre la problemática del agua en la provincia de Alicante.

### Política
Su carrera política en el ámbito autonómico valenciano comenzó en 1995, cuando se convirtió en director general de Obras Públicas de la Conselleria de Obras Públicas, Urbanismo y Transportes de la Generalidad Valenciana. En 1997 fue designado subsecretario de la misma Conselleria. El 17 de marzo de 1998 fue nombrado Conseller de Obras Públicas, Urbanismo y Transportes de la Generalidad Valenciana. El 22 de julio de 1999 fue nombrado nuevamente para el mismo puesto, cargo que ocuparía hasta el año 2007.
Es en este periodo, concretamente el 3 de julio de 2006, cuando se produce en la línea 1 de MetroValencia -cuyo mantenimiento depende de la Conselleria que él dirigió durante siete años- el accidente de metro con más víctimas sucedido hasta la fecha en Europa. Fallecieron 43 personas y otras 47 resultan gravemente heridas. Pese a ello García Antón nunca asumió responsabilidad alguna por ello, ni se le exigió por parte del presidente autonómico Francisco Camps, que en su defecto le recompensó ese mismo año con un traslado de Consellería, siendo nombrado Conseller de Medio Ambiente, Agua, Urbanismo y Vivienda, cargo que ocupó hasta el momento de su fallecimiento.
En su haber quedan numerosas obras de infraestructuras e hidráulicas. La provincia de Alicante se le recordará por ser uno de los artífices de actuaciones hidráulicas de gran calado como las Obras Antirriadas de Alicante, que ha permitido acabar con los efectos de las inundaciones en la capital provincial, o la conducción Taibilla-Amadorio que solucionó de una forma definitiva los problemas de abastecimientos de Benidorm y la comarca de la Marina Baja.
Fue un fiel defensor de los trasvases, primero el del Ebro y, posteriormente, el de Júcar Vinalopó como la solución para los problemas de abastecimiento de agua de la provincia de Alicante. A él se le debe el impulso a la recuperación de caudales mediante implantación y desarrollo de modernos sistemas de depuración a lo largo de todos los municipios de la geografía de la Comunitat Valenciana. Del mismo modo, fue patrono de la Fundación Agua y Progreso, fundación a la que el gobierno valenciano destinó más de 7 millones de euros y cuya única finalidad, como quedó de manifiesto tras ser cerrada en 2011 tras la llegada de Mariano Rajoy a La Moncloa, fue atacar al gobierno socialista con una artificial guerra del agua.
Impulsó la recuperación del tranvía en Alicante y defendió la necesidad de la llegada del AVE a la Comunitat Valenciana.
Falleció el 11 de agosto de 2009 en su casa de San Vicente del Raspeig por un paro cardíaco mientras dormía la siesta. Esa misma mañana había visitado la localidad alicantina de Aspe para comprobar las obras del post-trasvase Júcar-Vinalopó y en Puertas de Murcia (Orihuela), donde visitó otras obras de modernización de regadíos. García Antón estaba casado con la también política y alcaldesa de San Vicente del Raspeig, Luisa Pastor Lillo, con la que tuvo cinco hijos.

## Reconocimientos
- El maestro sanvicentero Manuel Lillo Torregrosa compuso un paso-doble titulado "García Antón" en honor al político.
- A título póstumo, se le concedió:
  - Medalla de Oro de la Ciudad de San Vicente del Raspeig, que constituye el grado máximo de los honores y distinciones que puede otorgar el ayuntamiento de San Vicente del Raspeig.[5]
  - Título de Sanvicentero Ilustre, como hijo del municipio.[5]
  - La Alta Distinción de la Generalitat y la Gran Cruz de la Orden de Jaume I El Conqueridor.[6]
  - Medalla de Oro de la Cámara de Comercio de Alicante.[7]
  - Medalla de Oro de la Universidad de Alicante.[8][9]
  - La más alta distinción de la Escuela Politécnica Superior de la Universidad de Alicante.[10]
  - Galardón de "Valenciano de Honor" en la IX edición de los premios "Valencianos en la Onda", otorgado por Onda Cero Valencia.[11]
  - Premio extraordinario a título póstumo de la Asociación Alicantina de Periodistas y Escritores de Turismo.[12]
  - Denominación de un soto del río Segura con su nombre.[13]
  - En 2010 se celebró el primer Trofeo de natación memorial Conseller José Ramón García Antón, organizado por el Club Natación Raspeig.[14]
  - En septiembre de 2010 se anunció que el tramo La Nucía-Benidorm de la carretera autonómica CV-70 se denominaría José Ramón García Antón.[15]
  - En 2011 la carretera CV-821 pasó a denominarse "Ronda del Ingeniero José Ramón García Antón"[16]